# Auslosung (Sport)

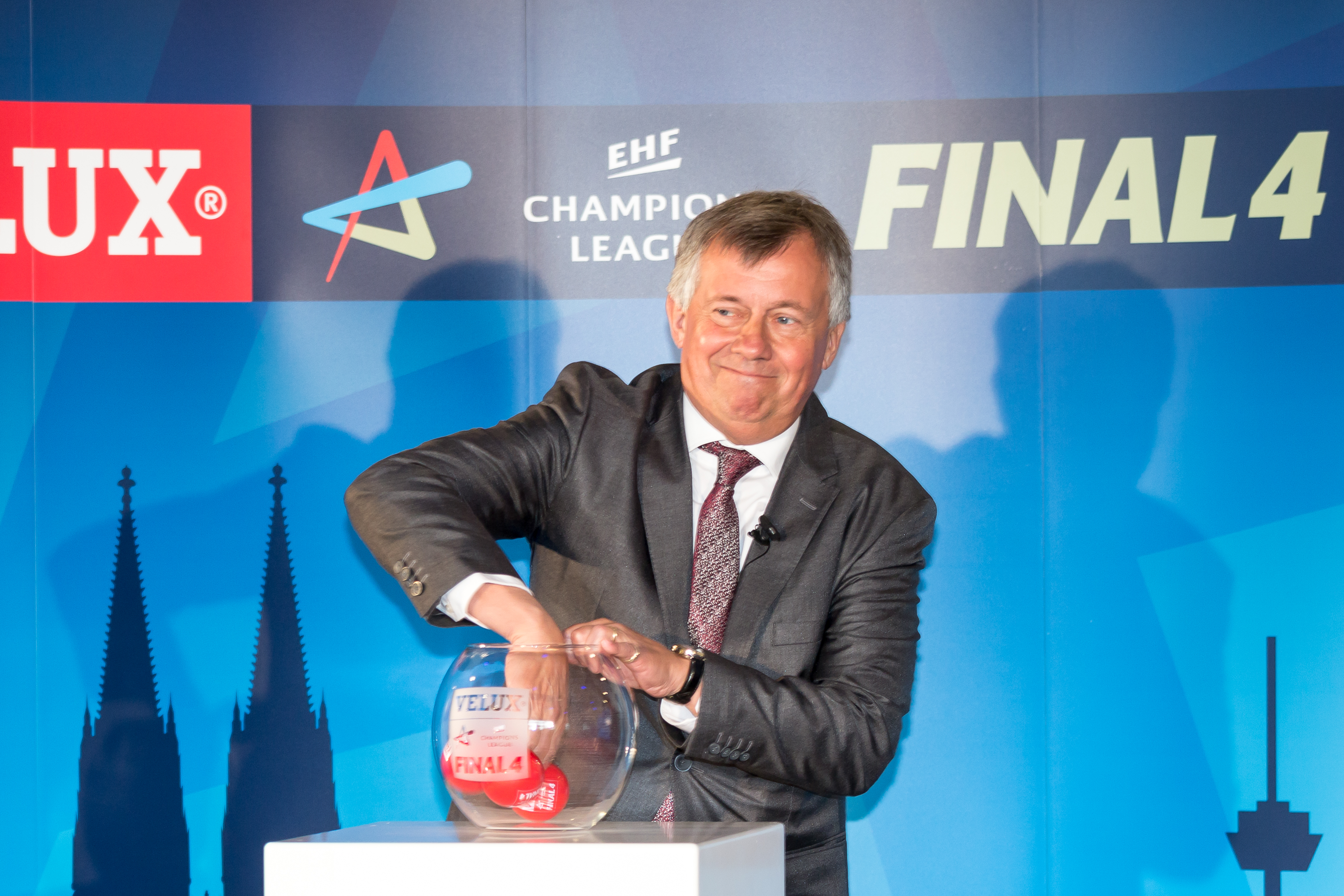
Auslosung der Final Four der EHF Champions League 2015/16 durch den EHF-Generalsekretär Michael Wiederer

Mit einer Auslosung verschafft man im Sport bei Turnieren eine zufällige Zuordnung von Spielern oder Mannschaften in Gruppen oder Begegnungen. Den meisten Turnieren geht eine Auslosung voraus. Man unterscheidet Auslosungen mit und Auslosungen ohne Setzliste.

## Vorgang
Vor der Auslosung werden Lose entsprechend den Teilnehmern vorbereitet und in den Lostopf oder die Lostöpfe gegeben. Danach wird von einer sogenannten Losfee (oftmals einem Sportfunktionär oder einem Prominenten) nach gutem Mischen ein Los nach dem anderen gezogen. Die Reihenfolge der gezogenen Turnierteilnehmer entscheidet über deren Position im Tableau und – je nach Sportart – auch über Gastrecht oder ähnliches. Der Vorgang des Auslosens kann auch etwas weniger spektakulär durch den Zufallsgenerator eines Computers erfolgen.

## Auslosung ohne Setzliste
Ohne Setzliste ist jede Begegnung bzw. jede Gruppeneinteilung, die theoretisch möglich wäre, denkbar. Die Spieler oder Mannschaften werden nach dem Zufallsprinzip auf die Begegnungen oder Gruppen verteilt.

## Auslosung mit Setzliste
Da bei Auslosungen ohne Verwendung einer Setzliste der Fall eintreten kann, dass die beiden vermeintlich stärksten Teilnehmer schon sehr früh im Turnierverlauf aufeinander treffen (und der damit vermeintlich zweitbeste Teilnehmer gegebenenfalls sehr früh ausscheidet), wird oft eine so genannte Setzliste angewendet. Sie verhindert das frühe Aufeinandertreffen von Favoriten und erschwert das Weiterkommen schwächerer Teilnehmer durch pures Losglück.
Anhand eines möglichst objektiven Maßstabs (z. B. Weltrangliste) wird eine nach Stärken geordnete Reihung der Teilnehmer erreicht. Gelegentlich wird von diesem objektiven Maßstab abgewichen, indem man etwa dem Titelverteidiger, dem Gastgeber oder dem Inhaber einer Wildcard einen Platz in der Setzliste zubilligt, der ihm oder ihr eigentlich nicht zusteht.
In reinen K.O.-Turnieren wird manchmal ganz auf das Los verzichtet und alle Startplätze werden stattdessen nach der Setzliste vergeben. In solchen Fällen spielt der erste der Setzliste gegen den letzten, der zweite gegen den vorletzten usw. Meistens wird jedoch nur ein Teil der Startplätze nach Setzliste vergeben und der Rest wird ausgelost.
In Turnieren, die nach Schweizer System ausgetragen werden wird ein anderes Setzverfahren angewendet: Der erste Spieler der Setzliste spielt gegen den ersten Spieler der unteren Tableauhälfte, der zweite der oberen Hälfte gegen den zweiten der unteren Hälfte usw. Dadurch wird erreicht, dass alle Spieler der oberen Hälfte in der ersten Runde eine etwa gleich schwierige Aufgabe erhalten.
Wird das Turnier mit einer Gruppenphase ausgetragen, können die Lose der Teilnehmer auf verschiedene Lostöpfe entsprechend der Setzliste verteilt werden. Dadurch erreicht man, dass immer eine starke, eine weniger starke ... bis hin zu einer schwachen Mannschaft/Spieler pro Gruppe vertreten ist. Die Lostöpfen können statt der vermeintlichen Spielstärke auch anderes verkörpern: So wird beispielsweise bei der Auslosung der Endrunde eine Fußballweltmeisterschaft durch die Verwendung mehrerer Lostöpfe erreicht, dass in jeder Gruppe Mannschaften aus verschiedenen Kontinentalverbänden vertreten sind.